# Гезер Ладлофф
Гезер Ладлофф (англ. Heather Ludloff, нар. 11 червня 1961) — колишня американська професійна тенісистка.
Здобула два парні титули туру WTA.
Найвищу одиночну позицію світового рейтингу — 57 місце досягла 15 серпня 1983, парну — 37 місце — 9 листопада. 1987 року.
Завершила кар'єру 1993 року.

## Фінали Туру WTA

### Парний розряд 4 (2-2)
| Титули за покриттям |   |
| Тверде              | 1 |
| Ґрунт               | 0 |
| Трава               | 1 |
| Килим               | 0 |

| Результат | Ранг | Дата           | Турнір                    | Покриття | Партнер         | Опоненти                             | Рахунок       |
| Перемога  | 1.   | 20 липня 1986  | Ньюпорт (Род-Айленд), США | Трава    | Террі Голледей  | Кеммі Макгрегор Гретхен Раш          | 6–1, 6–7, 6–3 |
| Поразка   | 2.   | 3 травня 1987  | Сінгапур                  | Тверде   | Барбара Геркен  | Анна-Марія Фернандес Джулі Річардсон | 1–6, 4–6      |
| Поразка   | 3.   | 4 жовтня 1987  | Новий Орлеан, США         | Килим    | Марін Гарпер    | Зіна Гаррісон Лорі Макніл            | 3–6, 3–6      |
| Перемога  | 4.   | 19 квітня 1989 | Тайбей                    | Тверде   | Марія Ліндстрем | Сесілія Дальман Міягі Нана           | 4–6, 7–5, 6–3 |